# Doddmane Hudga
Doddmane Hudga è un film del 2016, diretto da Duniya Soori.

## Trama
Un giovane cresce completamente trascurato dalla famiglia, lascia quest'ultima e la casa, ma quando la sua famiglia e le loro proprietà sono state minacciate da una potente famiglia mafiosa, lui decide di tornare a proteggere la sua famiglia.

## Colonna sonora
1. Shiva Rajkumar, Puneeth Rajkumar – Abhimanigale – 4:10
2. V. Harikrishna, Indu Nagaraj – Thraas Akkathi – 3:43
3. Karthik, Swetha Mohan – Kanasive Nooraru – 3:53
4. Tippu, Sangeetha Ravindranath – C/o Doddmane – 4:09
5. Chinthan Vikas – Naguva Nanjunda – 2:57